# Scaffolding
Il termine scaffolding viene utilizzato in psicologia e pedagogia per indicare l'aiuto dato da una persona ad un'altra per svolgere un compito.
Il termine deriva dalla parola inglese scaffold, che, letteralmente, indica "impalcatura" o "ponteggio". Ci si riferisce alle impalcature di tipo edilizio, di legno o di acciaio, che consentono agli operai di svolgere lavori di costruzione o ristrutturazione.

## In psicologia
Il termine scaffolding venne utilizzato per la prima volta in ambito psicologico in un articolo scritto da Jerome Bruner, David Wood e Gail Ross nel 1976 e pubblicato dal Journal of Child Psychology and Psychiatry. In questo articolo venivano descritti dei modi di interazione tra un tutor ed un bambino che deve costruire una piramide tridimensionale in blocchi di legno.
Il termine venne usato come analogia per indicare l'intervento di una persona più esperta che ne aiuta una meno esperta ad effettuare un compito, risolvere un problema o raggiungere un obiettivo che non riuscirebbe a raggiungere senza un adeguato sostegno, così come le impalcature sostengono gli operai durante i lavori edilizi. Si tratta, dunque, del sostegno che un esperto (adulto o pari) offre ad un apprendista durante la costruzione attiva del suo processo di apprendimento.
L'azione di sostegno, che si traduce in una forma di tutoraggio, necessita di una verifica costante che la renda adeguata e rispondente ai reali bisogni ed ai livelli di competenza raggiunti dall'apprendista.

### Le basi teoriche
Per comprendere appieno il termine scaffolding bisogna introdurre il concetto, teorizzato da Lev Semënovič Vygotskij, di “zona di sviluppo prossimale”. Lo psicologo distingue due aree che concernono lo sviluppo individuale di un soggetto:
- "area effettiva di sviluppo": si tratta delle competenze effettivamente acquisite ad un certo momento dello sviluppo cognitivo di un individuo;
- "area potenziale di sviluppo": la stessa cosa, ma che vale per le competenze potenzialmente acquisibili in un futuro ravvicinato o che potrebbe già raggiungere attraverso l'aiuto di una persona esperta

L'attività didattica deve essere effettuata tra l'area effettiva di sviluppo e l'area potenziale di sviluppo, che viene detta anche zona di sviluppo prossimale, che è dunque la distanza tra il livello effettivo di sviluppo e quello potenziale. Lo scaffolding di Bruner e la zona di sviluppo prossimale di Vygotskij sono complementari: l'insegnante opera un'attività di mediazione (scaffolding) e l'allievo viene sostenuto da tale mediazione mentre opera ad un livello leggermente superiore ai limiti della propria area di sviluppo (zona di sviluppo prossimale). L'aiuto dell'insegnante (o del compagno più esperto) fornito all'allievo nella propria zona di sviluppo prossimale è detto appunto scaffolding.

## In pedagogia
Lo scaffolding indica un insieme di strategie di aiuto utilizzate da un individuo esperto per agevolare il processo di apprendimento di un individuo. Inizialmente gli studi su questo tema, negli anni settanta e ottanta, si erano incentrati prevalentemente sulle interazioni tra genitori e figli, descrivendo l'attività che compie un genitore ogni volta che insegna qualcosa al proprio figlio, come ad esempio a camminare, a parlare, ecc.
Riguardo a questo tipo di supporto non intenzionale fornito dagli adulti, è stato posto l'accento da Kaye nel 1982. Esso consiste nella predisposizione di ambienti (micro-cosmi) a misura di bambino (immaturo) in cui questo è facilitato ad apprendere. Si tratta, dunque, di osservare delle situazioni di vita quotidiana in cui i genitori, inconsapevolmente, insegnano ai propri figli delle strategie e li sostengono in azioni elementari (ad esempio nel caso dei primi passi, sorreggere entrambe le mani dei bambini finché camminano e, invece, tenere una mano sola quando iniziano a mostrare un po' più di sicurezza).
Marisa Marsala osserva che l'individuo, nel contatto con il mondo esterno, trova oggetti o parti del suo corpo che fungono da strutture di supporto per il funzionamento dei processi mentali. Questo scaffolding adottato dall'individuo consente, ad esempio, attraverso il supporto delle dita per il conteggio, di avviare una ristrutturazione cognitiva che, in questo caso, consente il conteggio a mente. L'autrice stessa afferma: “ l'uso delle dita nel conteggio rappresenta in questo senso uno dei più antichi e naturali scaffolding usati dall'uomo che giustificano la scelta del sistema numerico decimale da parte di numerose civiltà”. Queste impalcature devono essere smantellate in concomitanza alla presa di consapevolezza delle proprie operazioni cognitive, consapevolezza posseduta prima solo dall'adulto.

## In didattica
In Italia, è stata sviluppata una metodologia di intervento didattico che ha molte analogie con lo scaffolding: lo sfondo integratore. Si tratta di un metodo, utilizzato all'interno dei percorsi scolastici, di apprendimento contestualizzato. Tale proposta venne formalizzata negli anni ottanta da Andrea Canevaro con la partecipazione di Paolo Zanelli, nell'ambito dell'Università degli Studi di Bologna, cattedra di pedagogia speciale. La programmazione dei percorsi didattici per sfondi integratori sorge prevalentemente dall'esigenza di integrare nei programmi scolastici gli alunni "diversamente abili", di favorire la loro integrazione. Infatti ha avuto molta diffusione nella scuola dell'infanzia. Lo sfondo integratore è:
- Un contenitore di percorsi didattici per migliorare l'apprendimento dei discenti e che deve essere condiviso da tutti;
- Un sollecitatore di situazioni problematiche;
- Un facilitatore dell'apprendimento dei discenti.

È uno strumento utile per rapportare l'organizzazione didattica al processo di sviluppo evolutivo del bambino. Paolo Zanelli dice: “Quando si parla di sfondo integratore si parla in primo luogo di uno sfondo istituzionale (particolare organizzazione contestuale di spazi, tempi, mediazioni, regole di comunicazione) che favorisca l'autonoma organizzazione, da parte del bambino, delle proprie strategie di costruzione del mondo, favorendo l'auto motivazione e il vissuto di connessione spazio temporale. Da questo punto di vista lo sfondo appare come un contenitore, come una specie di cornice per la co-evoluzione delle diverse identità." Dice ancora: “[…]In quanto struttura narrativa, lo sfondo viene a coincidere con l'insieme di connotazioni, di significati particolari, condivisi dal gruppo classe e non generalizzabili che auto motivano il lavoro dei bambini. Tali connotazioni mutano con lo svilupparsi della storia educativa. Sono perciò paragonabili a una narrazione, che viene costruita mentre viene vissuta e che collega nel tempo elementi diversi di realtà”.
Utilizzando questa metodologia, i docenti organizzano l'ambiente di apprendimento dei discenti in connessione con il loro vissuto emotivo ed affettivo e possono effettuare delle simulazioni controllate, permettendo agli allievi di fare esperienze di attività strettamente connesse con il proprio vissuto. Tale strumento permette di riconsiderare le proprie storie familiari e del gruppo classe in uno scenario protetto e condiviso con gli altri, con l'aiuto di un soggetto che media la situazione problematica. Si pone, dunque, come elemento contenitore di percorsi didattici e ha come obiettivo la capacità di generare in modo spontaneo degli apprendimenti di tipo costruttivo da parte dei discenti.

## Nell'apprendistato cognitivo
Secondo studi recenti (1995) effettuati da Allan Collins, John Seely Brown e Susan Newman, lo scaffolding è una delle quattro fasi di un unico processo adottato come strategia per facilitare l'apprendimento, che viene definito apprendistato cognitivo. Tale processo consta delle seguenti fasi:
- Modeling (modellamento) durante il quale l'esperto esegue il compito mentre l'apprendista lo osserva.
- Coaching (allenamento) l'apprendista viene assistito, in questa fase, dall'esperto che interviene, laddove necessario, fornendo feedback.
- Scaffolding (assistenza) l'apprendista prova ad eseguire il compito con la guida dell'esperto.
- Fading (allontanamento) l'esperto riduce il proprio sostegno fornendo solo qualche suggerimento, perfezionamento o valutazione ma lasciandolo procedere autonomamente.

Queste sono fasi molto importanti nel processo di apprendimento, che devono essere seguite opportunamente per sviluppare nell'allievo l'automonitoraggio e l'autocorrezione delle sue capacità e conoscenze e per arrivare al risultato finale: apprendimento di una competenza. Si tratta di un processo che come metafora può essere accostata ad un'impalcatura, che deve essere di volta in volta smantellata. L'azione di sostegno, che si traduce in una forma di tutoraggio, necessita di una verifica costante che la renda adeguata e rispondente ai reali bisogni ed ai livelli di competenza raggiunti dall'apprendista. Tale azione di sostegno offerta dal maestro richiede l'esercizio di alcune funzioni tutoriali (Wood, Bruner, Ross, 1976):
1. Interessamento al compito: colui che sostiene l'allievo deve cercare di motivare l'apprendista non soltanto nella fase iniziale, ma anche in qualsiasi momento di difficoltà che il discente incontri;
2. Riduzione dei gradi di libertà: il tutor cerca di alleggerire il compito sulla base del livello di apprendimento alla portata dell'allievo in quel momento;
3. Mantenimento della direzione: il tutore sollecita il proprio allievo al mantenimento della strada che lo porti all'obiettivo finale e cercando di mantenerne alta la motivazione;
4. Evidenziazione degli aspetti cruciali: il “maestro” sottolinea all'allievo gli aspetti cruciali del compito;
5. Controllo della frustrazione: lo aiuta a controllare l'ansia del raggiungimento dell'obiettivo;
6. Dimostrazione o modeling: il tutore propone la soluzione mostrando egli stesso come si fa.

Lo scaffolding non è solo un sostegno intellettuale, tecnico o organizzativo, ma anche emotivo, cognitivo e meta cognitivo. Emotivo perché ha come finalità quello di stimolare l'allievo ad apprendere, incoraggiarlo, spronarlo a superare eventuali barriere di tipo motivazionale. Meta cognitivo perché si propone di fare l'ulteriore passo in avanti e sostenere l'allievo non solo nell'acquisizione di una specifica conoscenza o competenza, ma nello sviluppo delle abilità meta cognitive che gli consentiranno di imparare ad apprendere facilitando così il processo di apprendimento continuo e gli permetteranno di fissarsi su processi più complessi come il pensiero critico e la riflessione. Per fare questo chi fornisce aiuto deve valutare ciò che il discente già conosce a partire dagli scopi prefissati o ai problemi d'apprendimento che possono esservi, fino ai processi decisionali riguardo a delle problematiche poste in essere.
Francesca Mastrogiacomi individua altre tre modalità attraverso cui può essere fornito aiuto, oltre a quelle già citate: scaffolding concettuale, strategico e procedurale. Con il supporto concettuale vi è una guida a cosa considerare oggetto di apprendimento e nel riconoscere delle relazioni interne ai domini di conoscenza presi in considerazione; Il supporto strategico offre modi diversi per affrontare i compiti; infine, il sostegno procedurale guida il discente nel corretto utilizzo dell'intero sistema. Quindi lo scaffolding consente al discente di acquisire conoscenze, di capire in che modo abbia appreso, quale strategia abbia seguito e, di conseguenza di rendersi conto dei progressi fatti. La presa di coscienza dei propri progressi e la consapevolezza di essere all'altezza delle competenze richieste aiutano il discente ad aumentare la propria autostima. 
Nell'articolo di Wood, Bruner e Ross, infatti, si menziona il fatto che durante il percorso di apprendimento del soggetto bisogna continuamente effettuare una valutazione dei bisogni e verificare il livello di competenza raggiunto. Lo scaffolding è, dunque un processo che deve essere continuamente adattato alle esigenze dei singoli individui, in base ai loro progressi.
Il maestro quindi struttura il compito e il processo di apprendimento creando una sorta di impalcatura (appunto detta scaffolding) che sorregge l'allievo durante questo periodo permettendogli di apprendere quelle nozioni che come detto devono essere adeguate alle sue abilità cognitive. Infatti, il docente non ha la funzione di trasmettere solamente le conoscenze, ma di accompagnare l'allievo nel suo intero percorso di apprendimento:
1. reclutare l'allievo;
2. definire gli obiettivi e mantenere questi ultimi;
3. adattare il compito alle capacità dell'allievo;
4. sottolineare gli aspetti fondamentali;
5. indicare possibili soluzioni o riduzioni dei gradi di libertà dell'alunno o del gruppo stesso.

## In biologia
In questo ambito, il termine scaffolding si riferisce all'azione esercitata da alcune proteine che hanno il compito di facilitare l'interazione di altre particolari proteine aumentando il segnale.